# Heinrich Knote
Heinrich Knote   (Múnic, 26 de novembre de 1870 - Garmisch-Partenkirchen, 15 de gener de 1953), fou un tenor dramàtic alemany.
Estudià amb Theodor Kirchner, en la seva ciutat natal, es presentà en públic en el Teatre Reial de l'Òpera el 1892, restant des d'aquell moment sòlidament assentada la seva reputació com a tenor dramàtic. Fou un dels artistes wagnerians més celebrats, actuant moltes temporades a Bayreuth, Berlín i Múnic. Així mateix foren afortunades les seves temporades en el Covent Garden de Londres (1901) i en el Metropolitan Opera de Nova York (1902/03).